# Nur Hassan Hussein
Nur Hassan Hussein (somaliska: Nuur Xasan Xuseen; arabiska: نور حسن حسين), också känd som Nur Adde, född 16 februari 1938 i Mogadishu, Somalia, död 1 april 2020 i London, var den somaliska federala övergångsregeringens andre ordinarie premiärminister efter Ali Muhammad Ghedi. Han tillträdde i november 2007.
I slutet av 2008 ledde en konflikt mellan honom och president Abdullahi Yusuf Ahmed till att Hussein sparkades och ersattes av Mohamoud Mohamed Gacmodhere, som dock aldrig fick parlamentets stöd. Hassam Hussein återinsattes med parlamentets stöd efter att presidenten tvingats lämna sin post. Han efterträddes dock bara en månad senare av Omar Abdirashid Ali Sharmarke.
Hussein utsågs i juni 2009 till Somalias ambassadör i Italien.
Han avled 1 april 2020 i London i sviterna av Covid-19 som han ådrog sig under behandling mot cancer.